# Cá trực thăng đen
Cá trực thăng đen (tên khoa học Sturisoma aureum) là một loài cá tỳ bà đặc hữu Colombia nơi nó được tìm thấy ở lưu vực sông Magdalena, San Jorge và sông Cesar. Loài này có thể lớn tới 20 xentimét (7,9 in). Loài này được tìm thấy trong mua bán cá cảnh.